# Terrafolk
Terrafolk slovenska glasbena skupina. Združujejo zelo različne glasbene sloge in prepletajo priredbe in lastne skladbe.

## Zasedba
- Bojan Cvetrežnik - Bojan: violina, mandolina
- Danijel Černe - Mystica: kitara
- Marko Hatlak - Mark O'Tango: harmonika, tolkala, glas

### Bivši člani
- Boštjan Gombač (Boston Balcany) - klarinet, irske piščali, irski boben, vokal, melodika 1999-2004
- Kate Hosking a.k.a. Diva Sheila: kontrabas, basika, vokal, show dance

## Diskografija
- Stereo folk - live (2001) (COBISS)
- Pulover ljubezni - jumper of love (2002)
- N'taka (2004)
- Live at Queen’s Hall (2006)
- Full Circle (2008)